# Sarcophaga pusana
Sarcophaga pusana är en tvåvingeart som beskrevs av Senior-white 1924. Sarcophaga pusana ingår i släktet Sarcophaga och familjen köttflugor. Inga underarter finns listade i Catalogue of Life.